# Clostera powelli
Clostera powelli là một loài bướm đêm thuộc họ Notodontidae. Loài này có ở Bắc Phi, more specifically in Maroc và Algérie.
Sải cánh dài 13–15 mm. Con trưởng thành bay từ tháng 4 đến tháng 10 làm hai đợt tùy theo địa điểm.
Ấu trùng ăn các loài Populus và Salix.